# Cynolebias porosus
Cynolebias porosus is een straalvinnige vissensoort uit de familie van de killivisjes (Rivulidae). De wetenschappelijke naam van de soort is voor het eerst geldig gepubliceerd in 1876 door Franz Steindachner.
Het is een zoetwatervis die voorkomt in Brazilië. Het specimen van Steindachner was afkomstig van Pernambuco. De soort wordt maximaal 15 centimeter lang.